# Ashanti (cântăreață)
Ashanti Shequoiya Douglas (n. 13 octombrie 1980, Glen Cove, New York) este o cântăreață de muzică rhythm and blues, textieră, actriță, dansatoare și fotomodel american. Ashanti este cunoscută în mare parte datorită albumului său de debut Ashanti, ce a câștigat un premiu Grammy în anul 2003. De pe acest material face parte cel mai bine clasat disc single din cariera muzicală a interpretei, „Foolish”, care a staționat pe locul 1 în Billboard Hot 100 timp de zece săptămâni consecutive. Ashanti a înregistrat un mare succes, vânzările sale din prima săptămână depășind 500.000 de exemplare doar pe teritoriul Statelor Unite ale Americii. De asemenea, Ashanti a devenit prima femeie din lume ce a reușit să dețină, simultan, trei cântece de top 10 în S.U.A.
În anul 2003, Douglas, și-a lansat cel de-al album de studio, Chapter II, care, la rândul lui s-a clasat pe locul 1 în Billboard 200. De pe material au fost extrase trei discuri single, „Rock wit U (Awww Baby)”, „Rain on Me” și „Breakup 2 Makeup”, primele două ocupând poziții de top 10 în S.U.A. Un an mai târziu, Concrete Rose, cel de-al treilea material discografic de studio obține locul 7 în clasamentul albumelor din S.U.A., în timp ce discul single „Only U” s-a poziționat pe treapta secundă în UK Singles Chart.
După o pauză de patru ani, în 2008, artista a lansat albumul The Declaration. Materialul a devenit un eșec, comercializându-se în mai puțin de 300.000 de exemplare în S.U.A. De pe acesta a fost extras discul „The Way That I Love You”, ce a obținut locul 2 în Billboard Hot R&B/Hip-Hop Songs. A devenit primul cântec semnat Ashanti ce a ocupat locul 1 într-un clasament Billboard în șase ani, după ce s-a poziționat pe locul 1 în Billboard R&B\Hip Hop Recurrent Airplay. În luna mai a anului 2009, Ashanti și-a reziliat contractul cu casa de discuri Murder Inc., alături de care a colaborat timp de peste opt ani.
Ashanti a afirmat că Whitney Houston, Janet Jackson, Prince, Madonna, Tupac Shakur, Mary J. Blige, Ella Fitzgerald, Smokey Robinson, Donna Summer, și Blue Magic au influențat-o în cariera muzicală. Apreciată de critici ca fiind o textieră talentată, Ashanti deseori și-a scris propriile cântece. În prezent lucrează la propria companie cu activitate editoriala, Written Entertainment și la cel de-al cincilea album, Braveheart. A cântat alături de alte 15 artiste „Just Stand Up” pentru teledonul „Stand Up to Cancer” care a ajutat la strângerea a 100 de milioane de dolari pentru cercetările anti-cancer.

## Anii copilăriei
Ashanti s-a născut pe data de 13 octombrie 1980, în Glen Cove, New York. Ea a moștenit pasiunea pentru muzică de la mama sa, Tina Douglas, o profesoară de dans și de la tatăl ei, Ken-Kaide Thomas Douglas, cântăreț. Unchiul ei, Laranzo Landford, a fost primar al Atlantic City, New Jersey. Mama sa a numit-o pe artistă „Ashanti”, după Imperiul Ashanti, din Ghana. În această națiune, femeile dispuneau de putere și influență, iar mama cântăreței a dorit ca ea să urmeze acest model. Unul din bunicii ei, James, a fost un activist pentru drepturile civililor, asociat cu Martin Luther King Junior, în jurul anului 1960. După câțiva ani, Ashanti a luat lecții de dans și a început să facă parte din corul bisericii. Ashanti a mers ulterior la școala Bernice Johnson Cultural Arts Center, unde a învățat diferite stiluri de dans, cum ar fi: „hip-hop”, „tap”, „balet” sau „jazz”. În anul 1994 ea a oferit o interpretare alături de Judith Jamison (Alvin Ailey Dance Company) în cadrul Caribbean Awards. De asemenea, Douglas a fost prezentă în filmul Polly, produs de Walt Disney, alături de Keshia Knight Pulliam și Phylicia Rashad.
La vârsta de șase ani, Ashanti a cântat într-un cor de muzică gospel, dar abilitatea sa vocală a fost descoperită abia la vârsta de doisprezece ani, când mama sa a surprins-o în timp ce cânta melodia „Reminisce”, ce aparține interpretei Mary J. Blige. La vremea aceea, mama sa a început să trimită mai multor case de discuri înregistrări demonstrative ale fiicei sale, în speranța de a fi promovată. Întrucât veniturile familiei nu puteau susține din punct de vedere financiar efortul de a o duce pe interpretă într-un studio de înregistrări, în momentul în care reprezentanții casei de discuri au venit să evalueze potențialul artistei, aceasta a fost nevoită să interpreteze în fața acestora.
Odată cu începerea liceului, Douglas a început să scrie texte pentru cântece. În încercarea sa de a deveni cunoscută, artista a urcat pe scena unor festivaluri muzicale precum Soul Cafe, China Club, Madison Square Garden, Caroline's Comedy Club și Greek Fest 2000. În cadrul primei sale interpretări de mare importanță, Ashanti a interpretat piesa Yolandei Adams, „More Than a Melody”.

## Cariera muzicală

### 1994 - 2002: Începuturi și cunoașterea faimei
La vârsta de paisprezece ani, Ashanti a fost descoperită de casa de discuri deținută de interpretul P. Diddy, Bad Boy Records. Inițial, artista a vizitat casa de discuri și a cântat o melodie ce aparținea lui Mary J. Blige în fața lui P. Diddy și Biggie Smalls. După ce a fost impresionat de abilitățile ei vocale, P. Diddy i-a oferit o sticluță, susținând faptul că înăuntru se află noul parfum al său. După ce l-a testat, Douglas a spus „Pfoai, ce urât miroase. Îl urăsc!”. În acel moment, interpretul de muzică hip-hop s-a amuzat și i-a dezvăluit faptul că era doar o probă pentru a-i testa caracterul. În cele din urmă, artista nu a încheiat un contract de promovare cu P. Diddy, întrucât condițiile impuse nu erau suficient de avantajoase pentru ea, deoarece casa de discuri dorea să o transforme pe Douglas într-o interpretă de muzică pop.
Ashanti s-a implicat și în activități extrașcolare, fiind o studentă de onoare ce făcea parte din clubul de limbă engleză, unde a și început să scrie poezii. S-a alăturat și unui club de dramaturgie, interpretând o serie de roluri în diverse piese de teatru. Douglas a fost pasionată și de atletism, baseball, fotbal și badminton. Datorită abilităților sale sportive, Ashanti a primit o bursă din partea universității Princeton & Hampton University. Cu toate acestea, interpreta a hotărât să își îndrepte atenția asupra unui nou contrat oferit de casa de discuri Epic Records în anul 1998. În cele din urmă, însă, datorită schimbărilor efectuate la conducerea companiei au transformat-o pe Ashanti într-un proiect cu o importanță redusă. Ea a continuat să urce pe scenele unor localuri din New York și a început să discute cu persoane de la studioul Murder Inc., în speranța de a obține succesul dorit.
Ulterior, Ashanti a fost contactată de persoane angajate la casa de discuri Murder Inc. Irv Gotti, care a fost impresionat de abilitățile posedate de Douglas, a rugat-o să participe la compunerea unor cântece pentru interpreții de muzică hip-hop ce aveau contract cu Murder Inc. Artista a devenit cunoscută publicului larg în urma duetului cu artistul Ja Rule, pentru piesa „Always on Time”. Cântecul a obținut locul 1 în Billboard Hot 100 și s-a poziționat pe treapta a șasea a clasamentului din Regatul Unit. La scurt timp, Douglas a colaborat cu interpretul Fat Joe, alături de care a promovat piesa „What's Luv?”. Întrucât cele două discuri single au fost lansate relativ simultan, Ashanti a devenit prima interpretă ce a ocupat în același timp primele două locuri din Billboard Hot 100, întrucât cele ambele se aflau în top 2 la momentul respectiv („Always on Time” ocupa locul 1, în timp ce pe poziția secundă se afla „What's Luv?”).

### 2002 - 2003: Succesul pe cont propriu

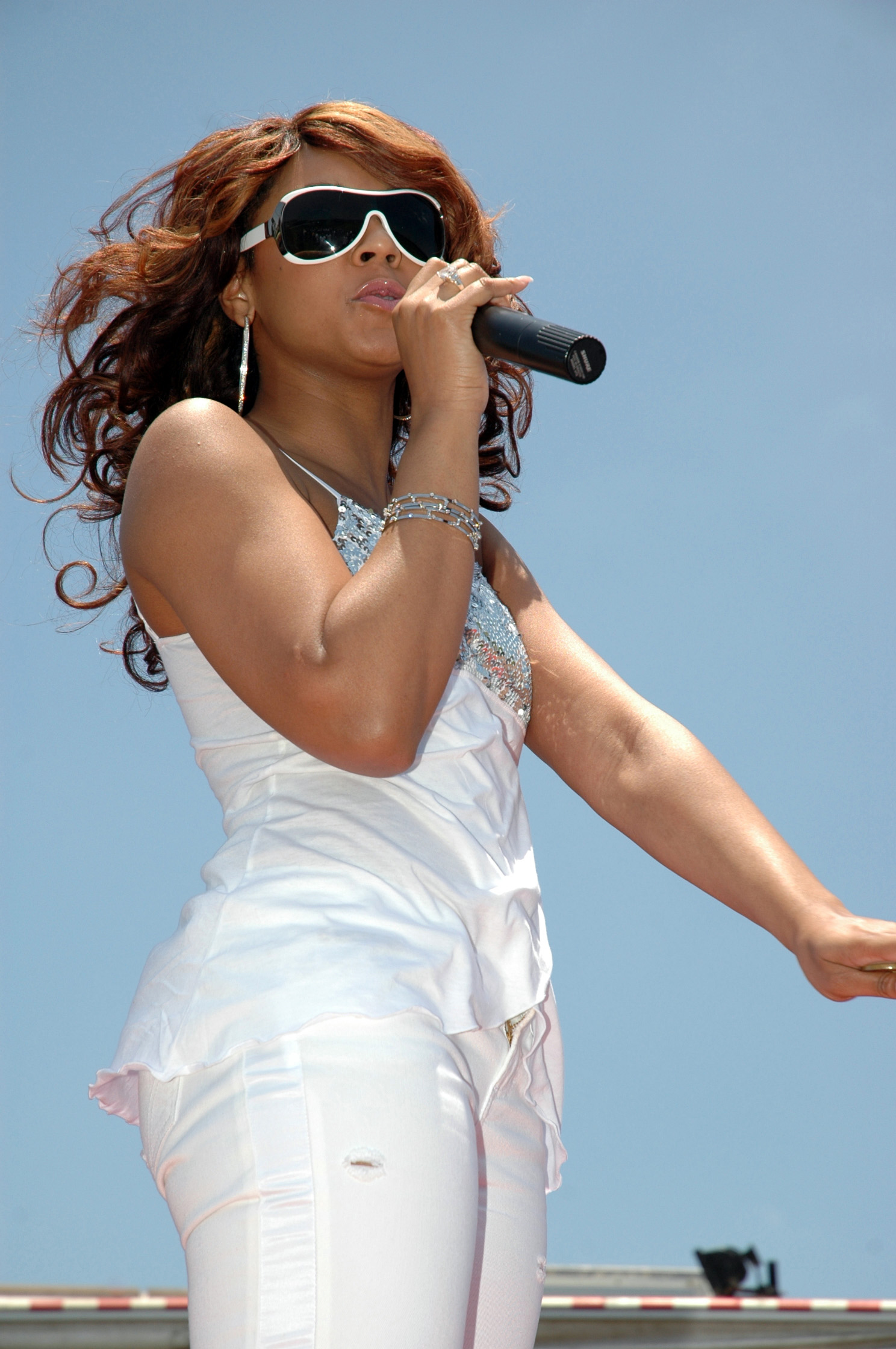
Ashanti în 2005

După succesul înregistrat de piesele realizate cu Ja Rule („Always on Time”) și Fat Joe („What's Luv?”), Ashanti a lansat primul single solo, intitulat „Foolish”. Cântecul s-a bucurat de mare succes în Statele Unite ale Americii, ocupând locul 1 în Billboard Hot 100 timp de zece săptămâni consecutive. De asemenea, piesa s-a clasat pe locul 1 și în Billboard Hot R&B/Hip-Hop Songs și a debutat direct pe locul 4 în UK Singles Chart. A mai ocupat poziții de top 10 în Australia și Noua Zeelandă. Albumul de debut, Ashanti, a fost lansat în luna aprilie a anului 2002, debutând pe locul 1 în clasamentul albumelor din S.U.A, Billboard 200, datorită celor 502.500 exemplare vândute în prima săptămână. Materialul a staționat pe locul 1 în clasamentul albumelor timp de trei săptămâni. Ashanti a primit triplu disc de platină în S.U.A., pentru vânzări de peste 3,6 milioane de exemplare și disc de platină în Regatul Unit, pentru vânzări de peste 300.000 de exemplare. La nivel mondial, materialul s-a comercializat în peste cinci milioane de exemplare.
Următoarele două discuri single lansate de pe discul de debut, „Happy” și „Baby” au reușit să se poziționeze în top 15 în Billboard Hot 100. Albumul de debut al lui Ashanti a câștigat numeroase premii, incluzând un premiu Grammy, două trofee American Music Awards și opt statuete Billboard Music Awards. De asemenea, în anul 2002, publicația FHM a numit-o pe cântăreață „Cea mai sexy femeie din industria muzicală”. În luna septembrie 2002, Ashanti a colaborat cu sora ei, Kenashia Douglas, la piesa „Colors of the Wind”, ce face parte de pe coloana sonoră a filmului de animație Pocahontas, realizat de studiourile Disney.
În iulie 2003, Ashanti și-a lansat cel de-al doilea album de studio, cunoscut sub numele de Chapter II. Albumul a debutat pe locul 1 în Billboard 200, datorită celor 326.000 de exemplare vândute în prima săptămână, staționând în fruntea clasamentului albumelor timp de două săptămâni, primind discul de platină în S.U.A. și discul de aur în Regatul Unit. Materialul s-a vândut în peste 1.5 milioane de exemplare în S.U.A. și peste în 3 milioane de exemplare la nivel mondial.
Lansarea lui Chapter II a fost precedată de discul single „Rock wit U (Awww Baby)”. Cântecul a reușit să se claseze pe locul secund în Billboard Hot 100 și a obținut locul 4 în Billboard Hot R&B/Hip-Hop Songs. Videoclipul a primit două nominalizări la premiile MTV Video Music Awards, din anul 2003.
Al doilea single, balada „Rain on Me”, a beneficiat de un videoclip a cărui durată depășește zece minute, piesa fiind folosită într-o campanie derulată pentru oprirea violenței domestice.
În videoclipul piesei „Rain on Me”, regizat de Hype Williams, Ashanti a jucat rolul unei femei tinere, care suferă din cauza relației abuzive și tensionate. Versurile s-au îmbinat armonios cu efectele vizuale folosite de Williams pentru a pune în evidență ciclul violențelor domestice. Artista a fost recompensată și cu un premiu pentru implicarea sa în diferite campanii de stopare a violenței domestice. „Rain on Me” a activat moderat în Billboard Hot 100, unde a atins locul 7 și a devenit un hit în clasamentul melodiilor R&B, oprindu-se pe locul 2. Cântecul a devenit cel de-al doilea cel mai bine clasat disc solo al interpretei în Billboard Hot R&B/Hip-Hop Songs, după piesa de debut, „Foolish”, aflându-se la egalitate cu discul single din anul 2008, „The Way That I Love You”. Ultimul single al albumului a fost un remix al cântecului „Breakup 2 Makeup”. Acesta nu a reușit să își egaleze predecesoarele, obținând doar locul 76 în clasamentul pieselor R&B din S.U.A.
În anul 2004, Ashanti a primit trei nominalizări la premiile Grammy, unul pentru albumul Chapter II, la categoria „Cel mai bun album de R&B contemporan” și alte două nominalizări la categoriile „Cea mai bună interpretare R&B feminină” (pentru „Rain On Me”) și „Cel mai bun cântec R&B” („Rock wit U (Awww Baby)”). În luna noiembrie a anului 2003, Ashanti a lansat un album de crăciun, intitulat Ashanti's Christmas. Albumul conținea atât colinde și cântece tradiționale de Crăciun dar și piese scrise de Ashanti. Materialul a înregistrat vânzări de peste 100.000 de exemplare în S.U.A., fiind considerat un eșec față de precedentele discuri.

### 2004 - 2005: „Concrete Rose” și declinul profesional

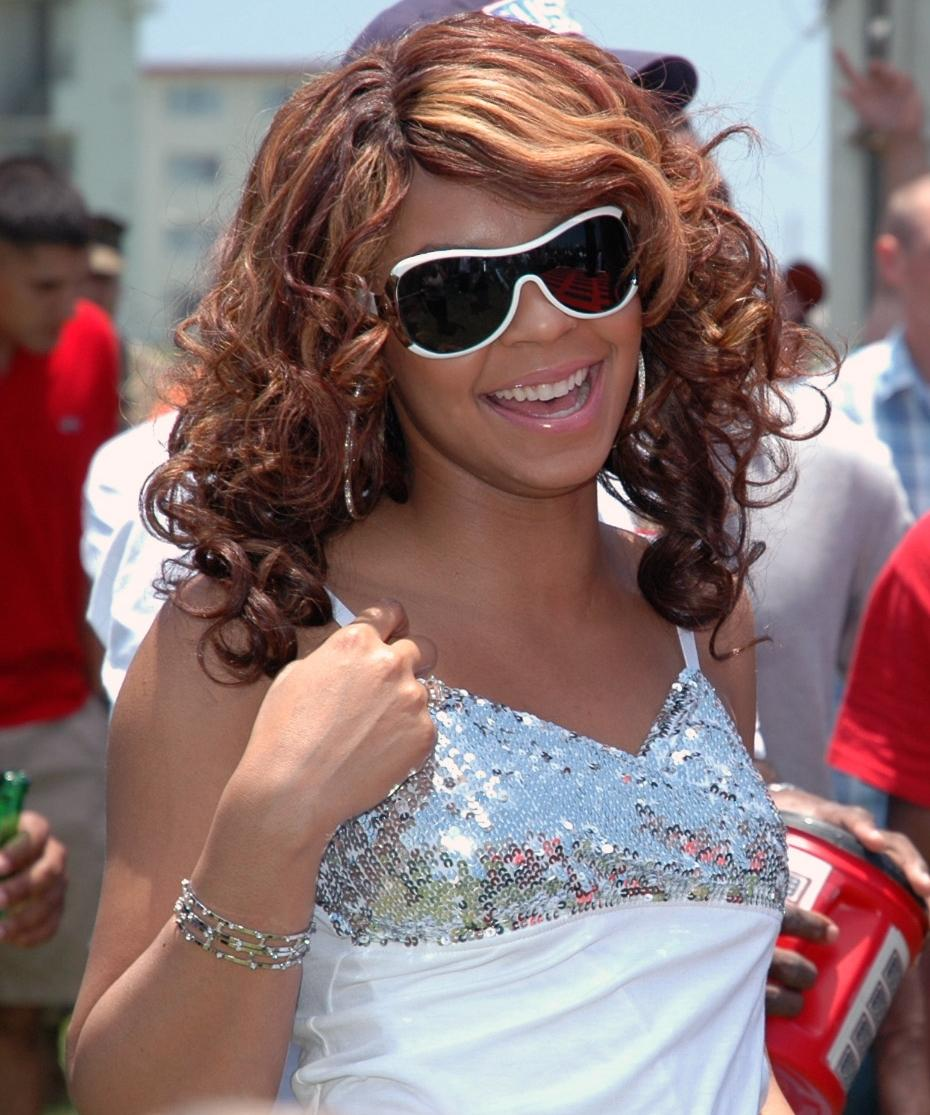
Ashanti în turneu în Japonia, 2005

După o altă serie de colaborări, dintre care cea mai notabilă o constituie „Wonderful” (cântecul interpretat alături de Ja Rule și R. Kelly ce a obținut locul 1 în Regatul Unit), Ashanti și-a lansat în decembrie 2004, al treilea album de studio, intitulat Concrete Rose. Numele albumului a fost extras din sintagma „Trandafirul ce a crescut din beton” (în limba engleză: „The Rose That Grew from Concrete”, pseudonimul interpretului de muzică rap Tupac Shakur. Albumul a debutat pe locul 7 în Billboard 200, cu vânzări de doar 254.000 copii înregistrate în prima săptămână, ceea ce reprezintă un declin dață de celelalte albume, Ashanti și Chapter II. Materialul s-a comercializat în peste 870.000 de copii în S.U.A, în timp ce la nivel mondial, au fost achiziționate aproximativ două milioane de discuri.
Primul single al albumului, „Only U”, a atins doar poziția cu numărul 13 în Billboard Hot 100, dar a primit discul de aur pentru vânzări de peste 500.000 de exemplare, atât în format digital cât și pe compact disc. Cu toate acestea, „Only U” a devenit cel mai bine clasat single semnat Ashanti în Regatul Unit, unde a atins poziția cu numărul 2. Întrucât cea mai mare parte a fanilor interpretei au solicitat lansarea cântecului „Don't Leave Me Alone” sub titulatura de disc single, casa de discuri Def Jam a refuzat să suporte costurile necesare filmării unui videoclip, din cauza problemelor legale întâmpinate de Irv Gotti. Prin urmare, fanii interpretei au făcut public faptul că nu vor susține cel de-al doilea single, astfel că balada „Don’t Let Them” a devenit un eșec comercial, reușind să intre în top 40 doar în Regatul Unit. 
După lansarea materialului, Ashanti a eliberat DVD-ul Ashanti: The Making of a Star, care a fost disponibil doar o scurtă perioadă de timp.
După eșecul înregistrat de Concrete Rose, Douglas a lansat Collectables by Ashanti, un album de compilație, ce include șase remixuri ale pieselor lansate până în acel moment și patru piese noi, inclusiv, „Still On It”, lansat pentru a promova albumul. Discul single s-a poziționat pe locul 98 în UK Singles Chart, devenind cea mai slab cotată piesă a interpretei în Regatul Unit. Collectables by Ashanti a devenit la rândul său un eșec, debutând pe locul 59 în Billboard 200 cu vânzări de aproximativ 35.000 de exemplare, dar i-a dat ocazia artistei să își încheie contractul cu Def Jam Records.

### 2007- 2009: Eșecul materialului „The Declaration”

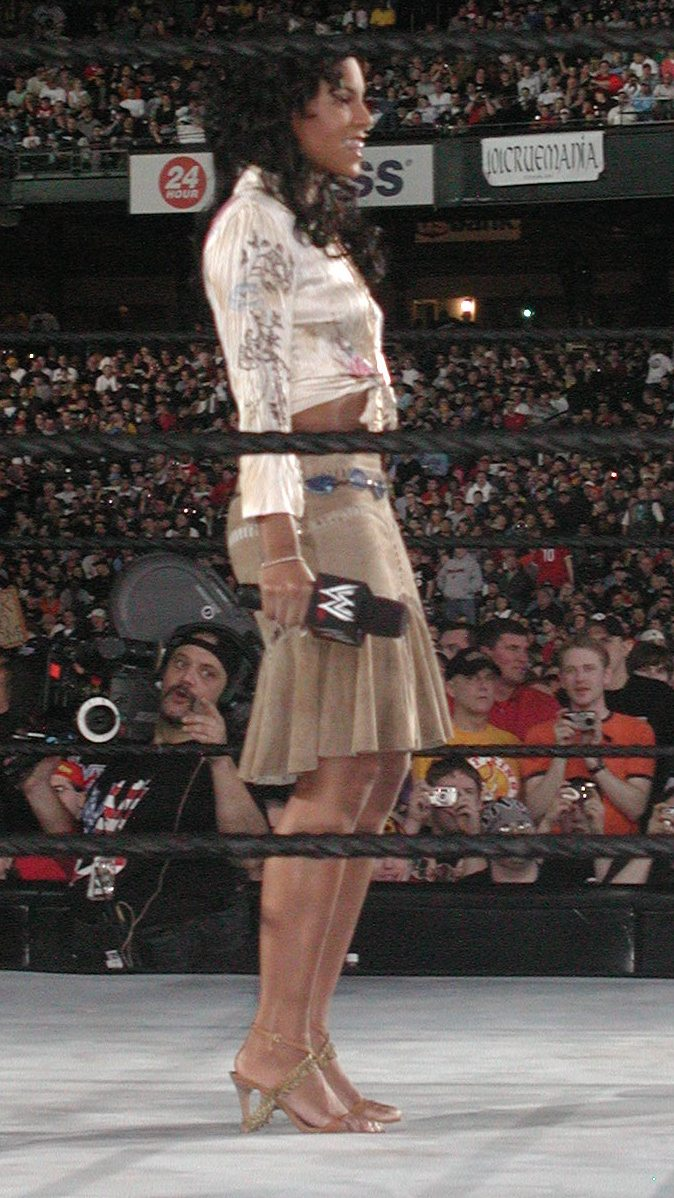
Ashanti la WrestleMania XIX.

În anul 2007, Douglas a lansat două cântece pentru a-și promova noul album, „Switch” (realizat în colaborare cu Nelly) și „Hey Baby (After the Club)” (împreună cu Mario Winans). Primul a fost lansat în luna iulie, iar cel de-al doilea în octombrie, însă niciunul nu a intrat în Billboard Hot 100, singura prezență într-un clasament american fiind cea înregistrată de „Hey Baby (After the Club)” (locul 87 în Billboard Hot R&B/Hip-Hop Songs). Cele două piese au fost declarate neoficiale, iar în cele din urmă a fost trimisă spre promovare balada „The Way That I Love You”. Cântecul s-a clasat printre primele 40 de melodii din Billboard Hot 100 și locul 2 în Billboard Hot R&B/Hip-Hop Songs.
După aproximativ trei ani de la lansarea ultimului material discografic, interpreta anunța faptul că va lansa un nou album de studio. Despre acest album, intitulat The Declaration, Ashanti a declarat faptul că „reprezintă libertatea pe care am simțit-o pentru prima dată în cariera mea”. Albumul a fost lansat pe data de 3 iunie 2008, debutând pe locul 6 în Billboard 200 cu ajutorul celor 86.000 de exemplare comercializate în prima săptămână pe teritoriul Statelor Unite ale Americii. La nivel mondial, The Declaration s-a vândut în peste 93.000 de exemplare. Materialul a primit atât recenzii favorabile cât și critici. Yahoo! Music oferă albumului opt puncte dintr-un total de zece, apreciind într-un mod pozitiv cântece precum „So Over You” sau „You're Gonna Miss”. Pe de altă parte, publicații precum Rolling Stone, Boston Globe sau revista NOW oferă discului The Declaration recenzii nefavorabile. La nivel comercial, materialul a înregistrat vânzări de aproximativ 270.000 de exemplare pe teritoriul S.U.A.

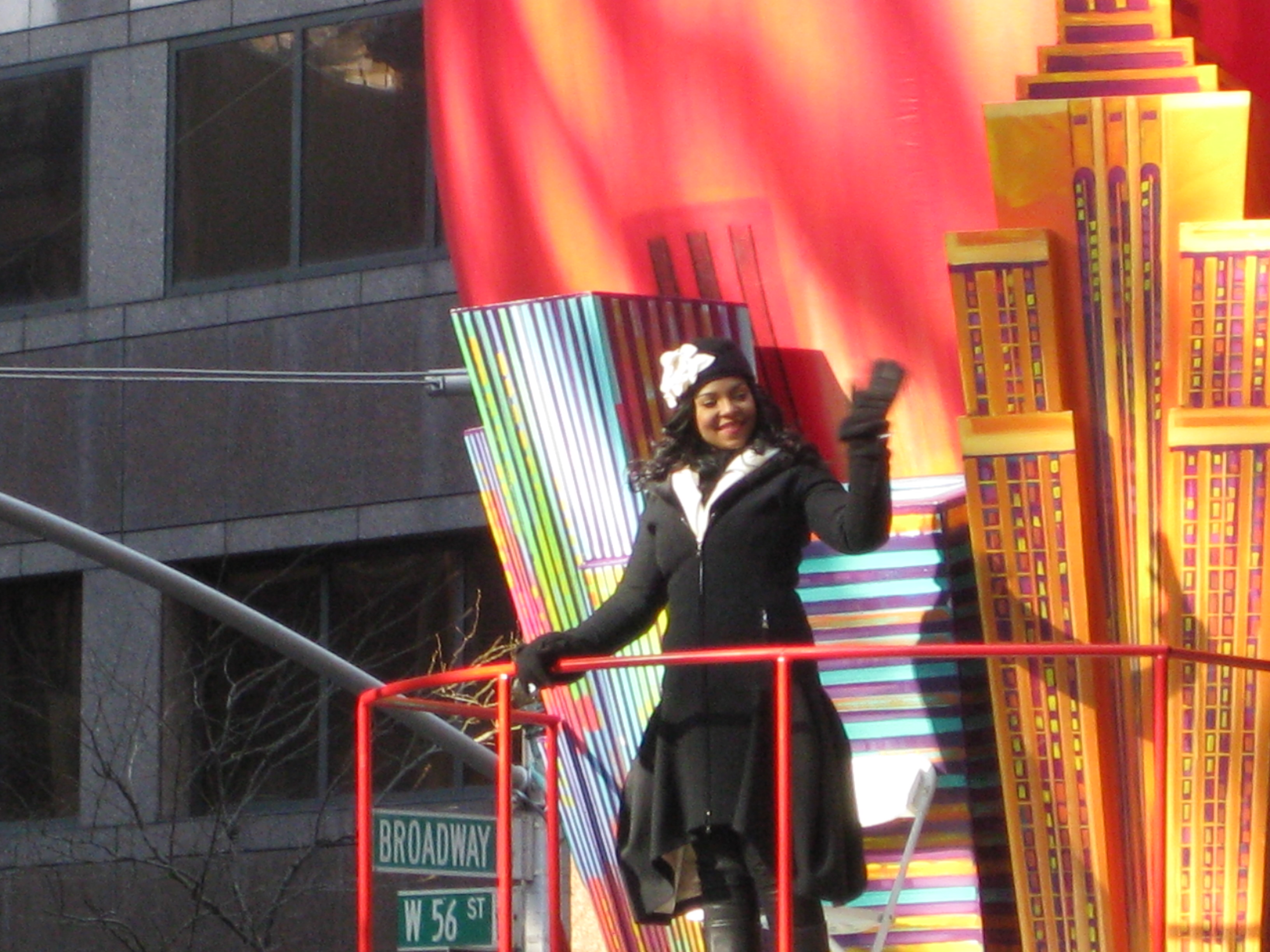
Ashanti în San Juan Hill, 2008

Al doilea single de pe material se intenționa a fi „Body on Me” compus de Akon și realizat în colaborare cu interpretul Nelly, însă a devenit al doilea single de pe albumul artistului hip-hop, Brass Knuckles. Cântecul a obținut clasări de top 20 în Bulgaria, Irlanda, Noua Zeelandă și Regatul Unit și s-a poziționat pe locul 42 în Billboard Hot 100. Astfel al doilea single oficial al albumului a fost piesa „Good Good”, realizată de Jermaine Dupri. „Good Good” a atins locul 30 în clasamentul R&B, însă nu a intrat în Billboard Hot 100.
În vara anului 2008 interpreta s-a implicat în campania de informare asupra pericolului ce îl constituie cancerul, Stand Up 2Cancer. Pentru a promova această campanie, artista a lansat un disc single, intitulat „Just Stand Up”, realizat în colaborare cu alte paisprezece cântărețe notorii, printre care se numără Mariah Carey, Beyoncé Knowles, Rihanna, Leona Lewis, Carrie Underwood sau Ciara. Melodia a obținut locul 11 în Billboard Hot 100 și locul 10 în Canada. De asemenea, „Just Stand Up” s-a clasat în top 40 în țări precum Australia, Irlanda, Italia, Noua Zeelandă, Portugalia sau Regatul Unit.
În luna mai a anului 2009, lui Ashanti i-a fost reziliat contractul cu casa de discuri Murder Inc., alături de care a colaborat timp de peste opt ani. Patronul companiei, Irv Gotti, cu care interpreta a avut o relație de natură intimă, susține faptul că „relația dintre ei s-a terminat”.

### 2011–prezent:Braveheart,I Love CinemașiAntrenorul Carter II

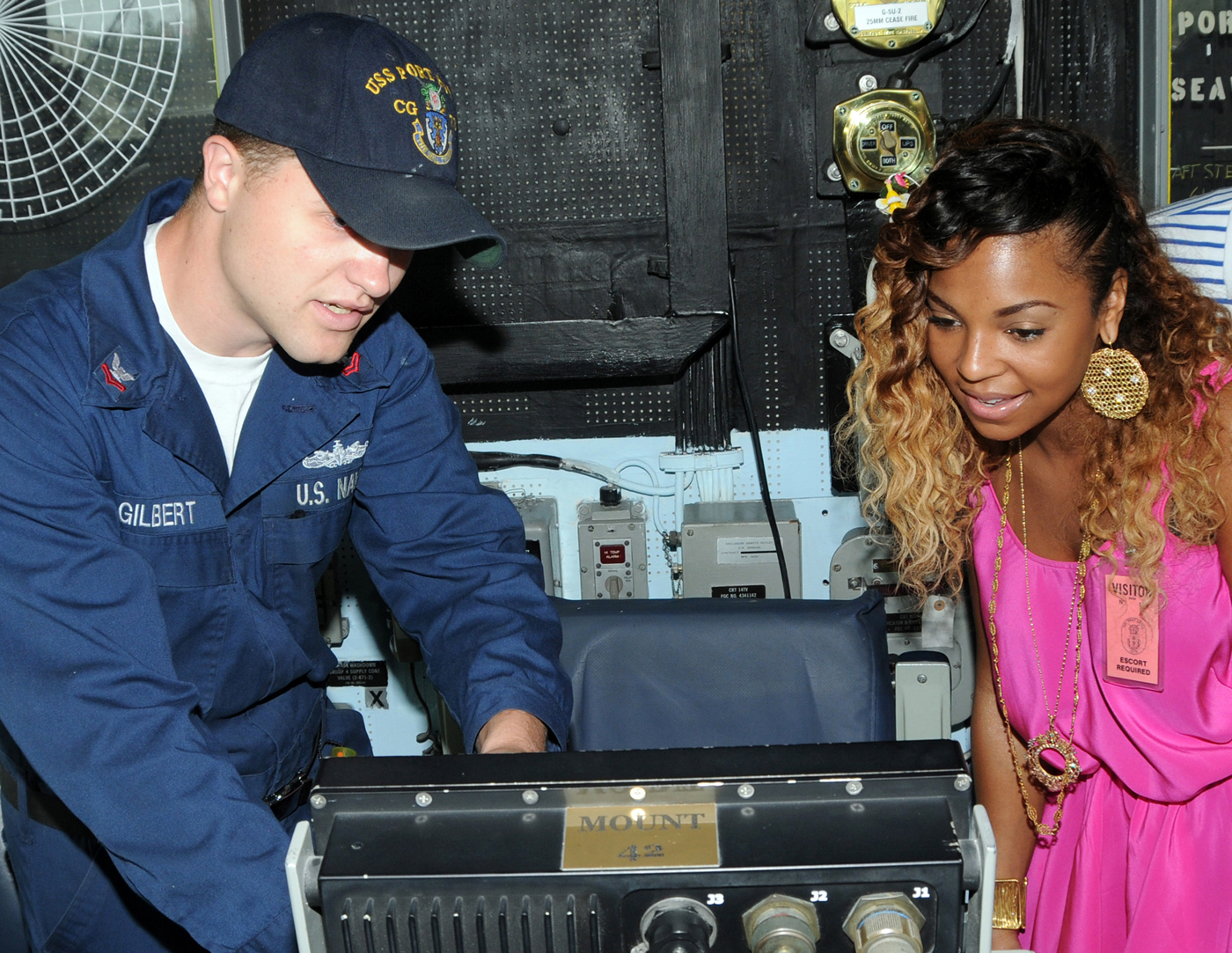
Ashanti la Pearl Harbour

Albumul a fost amânat pentru 29 ianuarie 2013. În iulie 2011 a fost lansată o imagine promoțională și a fost dezvăluită colaborarea cu artiști ca Dr. Dre, Game și Lil Wayne. Au fost dezvăluite și titlul cântecelor: „Paradise” și „She Can’t.” R. Kelly va cânta împreună cu Ashanti piesa ‘That’s What We Do’, iar Keyshia Cole „Woman To Woman”.
Ashanti a lansat primul cântec după patru ani de pauză, „Never Too Far Away”, care a apărut în genericul filmului Dream House cu Daniel Craig, Rachel Weisz și Naomi Watts și va face parte din cel de-al cincilea album.
Melodia principală a albumului, The Woman You Love, în colaborare cu rapperul american Busta Rhymes, a fost lansat online pe 15 decembrie 2011.
Ashanti va juca în al doilea film din seria Coach Carter și I Love Cinema, în care este și producătoare executivă. „Personajul diferă foarte mult de mine. Risca foarte mult și este mai sexy decât am fost eu vreodată. Este ciudat faptul că are o dublă personalitate. Este profesoară, dar posedă și una din acele părți negative.”

## Actoria
Douglas a avut prima întâlnire cu actoria în copilărie, în filmul Malcom X și Cine este bărbatul?. După succesul înregistrat în cariera muzicală, Ashanti a apărut într-un film de la Bollywood, Mireasă și prejudecată, în care a interpretat cântecele „My Lips are Waiting” și „Touch My Body”. Apariția sa în peliculă a fost de scurtă durată, neavând un rol predominat în film.
În anul 2005 ea a debutat în cariera de actriță, cu un rol în filmul Antrenorul Carter. Artista a interpretat rolul unei adolescente însărcinate, pe nume Kyra. Pelicula a debutat pe locul 1 în clasamentul american Box Office, obținând încasări de peste 67 milioane de dolari americani, doar pe teritoriul Statelor Unite ale Americii. Ulterior, în același an, Ashanti i-a da viață personajului Dorothy Gale în filmul pentru televiziune Vrăjitorul din Oz. Pentru acest rol au concurat și actrițele și interpretele vocale Jessica Simpson și Hillary Duff. Pelicula a fost vizionată de peste opt milioane de telespectatori.
În 2006, Douglas a apărut în comedia John Tucker Trebuie să Moară, care a avut un succes relativ, debutând pe locul trei la box office, aflându-se în concurență cu Pirații din Caraibe: Cufărul omului mort și Miami Vice. Filmul a avut încasări de 68.824.526 dolari la nivel mondial. În 2007, Ashanti a apărut în filmul SF/Horror Resident Evil: Dispariția, având rolul unei asistente medicale, pe nume Betty. Filmul a debutat direct pe locul 1 în Box Office, cu încasări de 23.678.580 dolari americani în prima săptămână. Pelicula a strâns peste 147 milioane de dolari la nivel mondial.

## Compunerea cântecelor, vocea și influențele
Ashanti este recunoscută ca având o voce de soprană. Revista People menționează că vocea ei este „plăcută”, iar ca soprană „aprigă” dar „neglijentă.” Stilul ei unic de hip-hop soul i-a adus titlul de Prințesa Hip-Hop-ului și R&B-ului, lucru recunoscut în melodia „Happy.” Jason Birchmeier de la Allmusic a apreciat-o pentru duetele cu Big Pun, Fat Joe și Ja Rule.
În afara activităților muzicale și actoricești, Ashanti s-a implicat și în realizarea textului pentru propriile melodii. Majoritatea cântecelor interpretate de Douglas sunt compoziții proprii, aproape toate piesele incluse pe materialele discografice fiind scrise de artistă sau create cu ajutorul altor persoane. De asemenea, cântăreața, a realizat textele unor piese interpretate de Jennifer Lopez, Christina Milian, Ja Rule, Nas sau Toni Braxton.
Ashanti le citează pe interpretele Mary J. Blige, Ella Fitzgerald, Yolanda Adams, Clark Sisters și Blue Magic ca fiind principalele surse de inspirație în construcția carierei sale artistice.

## Filantropie

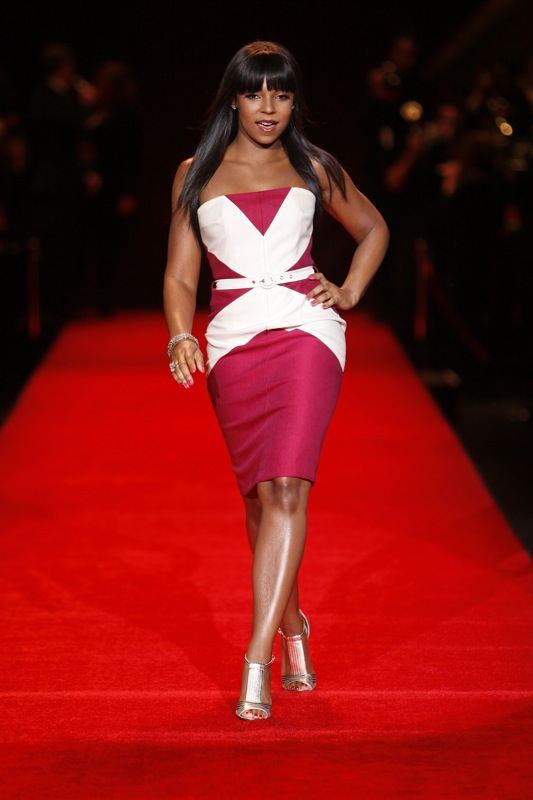
Ashanti defilând în postura de fotomodel la evenimentul caritabil „The Heart Truth Fashion Show” în februarie 2008

În 2003, Ashanti i-a acompaniat pe LidRock și fundația din San Francisco „Family Violence Prevention Fund”, fundație ce acționează în favoarea stopării violenței domestice, pentru a sensibiliza publicul în legătură cu problema pe care o constituie violența domestică în societate și ce efecte negative poate avea aceasta. De asemenea, prin intermediul instituției s-au distribuit compact discuri în miniatură cu videoclipul piesei interpretate de Douglas, „Rain On Me”. O parte din încasările obținute din vânzările videoclipului au fost donate fundației. Ashanti s-a mai implicat și în alte campanii și activități filantropice. Interpreta s-a implicat în campanii de strângere de fonduri pentru ajutorarea victimelor tsunami-ului ce s-a abătut asupra Asiei de Sud-Est. Mai târziu s-a implicat în strângerea de fonduri pentru victimele uraganului Katrina.
În vara anului 2008, interpreta s-a implicat în campania de informare asupra pericolului ce îl constituie cancerul, Stand Up 2Cancer. Pentru a promova această campanie, artista a lansat un disc single, intitulat „Just Stand Up”, realizat în colaborare cu alte paisprezece cântărețe notorii, printre care se numără Mariah Carey, Beyoncé Knowles, Rihanna, Leona Lewis, Carrie Underwood, Natasha Bedingfield, Fergie sau Ciara.

## Probleme legale
În luna iulie a anului 2005, producătorul muzical Genard Parker a susținut faptul că interpreta Ashanti Douglas îi datorează o sumă de banii, întrucât i-a compus acesteia câteva înregistrări cu toate că acestea nu au fost niciodată finalizate sau distribuite. Un tribunal din New York i-a dat dreptate lui Parker și a decis faptul că Douglas trebuie să-i achite acestuia suma de 636.000 de dolari americani. În ciuda acestei decizii, s-a ajuns la concluzia conform căreia înregistrările nu au fost realizate niciodată. Parker i-a cerut daune materiale artistei de peste 2,3 milioane de dolari, însă avocați lui Ashanti au subliniat faptul că Parker nu a trimis nicio înregistrare și că i se cuvenea doar suma de 50.000 de dolari. La sfârșitul anului 2005, un judecător a respins toate acuzațiile, motivând că nu există suficiente dovezi pentru a impune o sumă potrivită pentru despăgubiri. Cazul a mers mai departe la tribunal, pe 17 septembrie, însă a fost abandonat voluntar de ambele părți.

## Discografie
| - 2002: Ashanti - 2003: Chapter II - 2004: Concrete Rose - 2008: The Declaration - 2013: Bravehearth | - 2003: Ashanti's Christmas - 2004: Can't Stop - 2005: Collectables by Ashanti - 2008: The Vault |

## Discuri single clasate în top 10
| Anul | Discul Single            | Poziția maximă | Poziția maximă | Poziția maximă | Poziția maximă | Poziția maximă | Poziția maximă | Poziția maximă | Album                        | Note                                   | Referință                       |
| Anul | Discul Single            | SUA            | Canada         | UK             | IRL            | ELV            | AUS            | NZL            | Album                        | Note                                   | Referință                       |
| ---- | ------------------------ | -------------- | -------------- | -------------- | -------------- | -------------- | -------------- | -------------- | ---------------------------- | -------------------------------------- | ------------------------------- |
| 2001 | „Always on Time”         | 1              | 16             | 6              | 22             | 4              | 3              | 2              | Pain is Love                 | În colaborare cu Ja Rule.              | [ 30 ] [ 31 ] [ 128 ] [ 129 ]   |
| 2002 | „What's Luv?”            | 2              | 12             | 4              | —              | 2              | 4              | 5              | (J.O.S.E.)                   | În colaborare cu Fat Joe.              | [ 129 ] [ 130 ] [ 131 ] [ 132 ] |
| 2002 | „Foolish”                | 1              | 9              | 4              | 14             | 15             | 6              | 8              | Ashanti                      | Disc solo.                             | [ 14 ] [ 32 ] [ 33 ] [ 129 ]    |
| 2002 | „Happy”                  | 8              | —              | 13             | 22             | 24             | 29             | 19             | Ashanti                      | Disc solo.                             | [ 14 ] [ 32 ] [ 129 ] [ 133 ]   |
| 2002 | „Down 4 U”               | 6              | —              | 4              | —              | 43             | —              | 29             | Irv Gotti Presents: The Inc. | În colaborare cu artiștii Murder Inc.. | [ 129 ] [ 134 ] [ 135 ] [ 136 ] |
| 2003 | „Into You”               | 4              | —              | 18             | —              | —              | 4              | —              | Street Dreams                | În colaborare Fabulos.                 | [ 137 ]                         |
| 2003 | „Rock wit U (Awww Baby)” | 2              | 4              | 8              | 21             | 33             | 19             | 24             | Chapter II                   | Disc solo.                             | [ 137 ]                         |
| 2003 | „Rain on Me”             | 7              | 27             | 19             | —              | 85             | —              | —              | Chapter II                   | Disc solo.                             | [ 137 ]                         |
| 2003 | „Mesmerize”              | 2              | —              | 12             | 19             | 79             | 5              | 3              | The Last Temptation          | În colaborare cu Ja Rule.              | [ 137 ]                         |
| 2004 | „Wonderful”              | 5              | —              | 1              | 12             | 12             | 6              | 6              | R.U.L.E.                     | În colaborare cu Ja Rule și R. Kelly.  | [ 137 ]                         |
| 2004 | „Only U”                 | 13             | —              | 2              | 4              | 12             | 24             | 14             | Concrete Rose                | Disc solo.                             | [ 137 ]                         |
| 2006 | „Pac's Life”             | 102            | —              | 21             | 9              | —              | 34             | 38             | Pac's Life                   | În colaborare cu 2Pac și T.I..         | [ 137 ]                         |
| 2008 | „Just Stand Up!”         | 11             | 10             | 26             | 11             | —              | 39             | 23             | Doar single                  | În colaborare cu alte 14 cântărețe.    | [ 93 ] [ 94 ]                   |
| 2011 | „Changing the Locks”     | —              | —              | —              | —              | —              | —              | —              | Doar single                  | În colaborare cu Jim Jones.            | [ 93 ] [ 94 ]                   |
| 2011 | „Soft Rhodes”            | —              | —              | —              | —              | —              | —              | —              | Purp & Patron                | În colaborare cu Game.                 | [ 93 ] [ 94 ]                   |

## Filmografie
| Anul | Titlul                       | Rolul        | Note                                                                           | Referință |
| ---- | ---------------------------- | ------------ | ------------------------------------------------------------------------------ | --------- |
| 2004 | Mireasă și prejudecată       | Ea însăși    | În filmele de la Bollywood este o tradiție ca o celebritate să apară în filme. | [ 138 ]   |
| 2005 | Antrenorul Carter            | Kyra         | Filmul a strâns peste 75 milioane $ la nivel mondial.                          | [ 104 ]   |
| 2005 | Vrăjitorul din Oz            | Dorothy Gale | Film realizat exclusiv pentru televiziuni.                                     | [ 105 ]   |
| 2006 | John Tucker Trebuie să Moară | Heather      | Filmul a avut încasări de aproximativ 70 milioane $ la nivel mondial.          | [ 107 ]   |
| 2007 | Resident Evil: Dispariția    | Betty        | Filmul a avut încasări de aproximativ 150 milioane $ la nivel mondial.         | [ 109 ]   |